# Rhyncomya noiroti
Rhyncomya noiroti är en tvåvingeart som beskrevs av Seguy 1953. Rhyncomya noiroti ingår i släktet Rhyncomya och familjen Rhiniidae.
Artens utbredningsområde är Elfenbenskusten. Inga underarter finns listade i Catalogue of Life.